# Omurtag (kniaz de Bulgària)
Omurtag o Omortag (en búlgar: Омуртаг) fou un Gran Knyaz ("mwCw" Knyaz U Bogu) de Bulgària, que governà de 815 a 831. És conegut com "el Constructor".
Al començament del seu regnat signà un tractat de pau per 30 anys amb els romans d'Orient, que estigué en vigor fins al final de la seua vida. Omurtag aplicà amb èxit la política agressiva de l'Imperi franc en prendre les terres del nord-oest de Bulgària i suprimí el malestar entre algunes tribus eslaves. Feu unes reformes administratives que augmentaren el poder i l'autoritat del govern central. El seu regnat es caracteritza per un fort desenvolupament de l'arquitectura búlgara amb molts projectes de construcció.

## Ascens al tron
Després de la mort del Kniaz Krum va haver-hi un curt període d'inestabilitat política al país. Algunes fonts afirmen que Bulgària estava governada per tres nobles, Dukum, Ditseng i Tsog, recordats com a perseguidors dels cristians en les fonts romanes d'Orient. Hi ha diverses teories sobre els esdeveniments d'aquest període. Sembla que els tres nobles eren generals de Krum amb un paper important en el govern, però sense assumir el tron, o regents de l'infant Omurtag. Els historiadors solen acceptar l'opinió del professor Vasil Gyuzelev que Omurtag succeí son pare després d'uns curts disturbis en el govern.(1)

## Política exterior

### Primers anys d'Omurtag

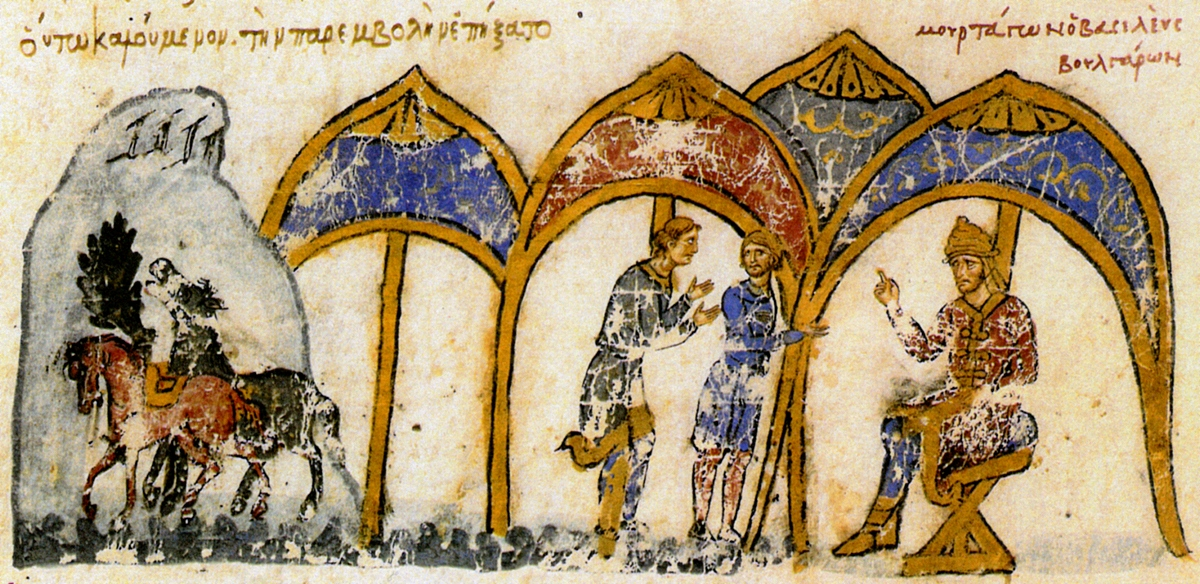
El governant búlgar Omurtag envia una delegació a l'emperador romà d'Orient

Després de la mort sobtada de Krum hi havia moltes tropes búlgares a la Tràcia defensant alguns punts estratègics. L'emperador romà d'Orient Lleó V l'Armeni va aprofitar la curta crisi de l'estiu del 814 i va conduir les seues tropes contra els búlgars. En la següent batalla prop del poble de Burtodizos (probablement la moderna Babaeski) isqueren victoriosos els romans d'Orient i Omurtag escapà del camp de batalla a cavall. No obstant això, la batalla no fou un colp decisiu per als búlgars.
A més a més d'aquell atac, els romans d'Orient van prendre altres precaucions contra els búlgars. A principis del 814 enviaren emissaris al franc Lluís el Pietós per fer una aliança contra Bulgària. Es desconeix si hi arribaren a un acord, però el més probable és que l'emperador franc no n'aprovàs accions concretes. Quan la notícia d'una possible aliança entre els dos imperis va arribar a Pliska, els búlgars decideixen signar la pau, també per consolidar la seua autoritat a les terres recentment conquistades. L'aparició de l'estat dels francs i l'agitació de les noves tribus de les estepes feu necessari assegurar la rereguarda abans que fer una campanya més contra l'Imperi Romà d'Orient. Aquestes consideracions van fer que Omurtag arribàs a signar un tractat de pau de 30 anys amb els romans d'Orient el 815, que està inscrit en part en una columna supervivent trobada a prop del llogaret de Seltsi, a la província de Xumen. Segons la inscripció, el tractat especifica:
- La frontera a Tràcia. Comença a la costa de la mar Negra, prop de Develtos; passa al llarg d'Erkesiya, i continua fins a Makri Livada (a l'actual província de Khàskovo) al riu Maritsa i d'allí a les muntanyes Ròdope, però sense incloure Plòvdiv dins les fronteres de Bulgària.

- El problema amb els eslaus que hi havia a l'Imperi Romà d'Orient. Els búlgars proposaven el bescanvi dels captius romans d'Orient per la població eslava de Tràcia.

- L'intercanvi d'altres presoners de guerra.

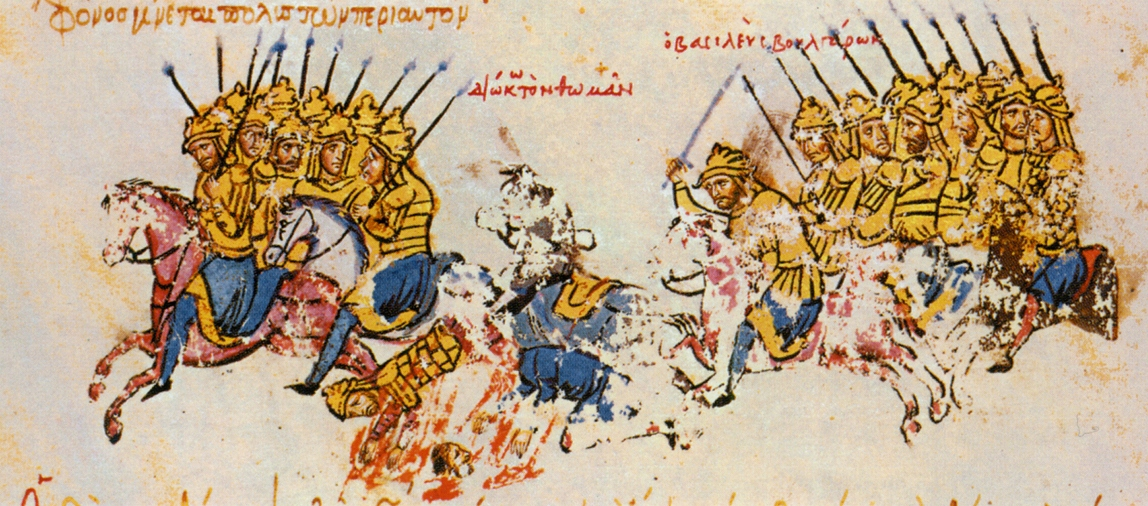
Omurtag perseguint Tomàs l'Eslau

Els dos governants havien jurat defensar les condicions del tractat pels altres ritus, i això va escandalitzar la cort romana d'Orient. El tractat fou molt beneficiós per a Bulgària perquè el país necessitava la pau. L'exèrcit estava exhaust, la capital Pliska estava encara en ruïnes després de la invasió de Nicèfor I el 811 i l'Imperi Romà d'Orient ja no era una amenaça greu per als búlgars. El tractat es renovà després de l'ascensió del nou emperador romà d'Orient Miquel II el Tartamut al tron el 820. El 823 Tomàs l'Eslau es rebel·la contra l'emperador romà d'Orient i assetja Constantinoble per apoderar-se del tron imperial. El Kniaz Omurtag va enviar un exèrcit per ajudar Miquel II a sufocar la rebel·lió; l'exèrcit búlgar va atacar els rebels per la rereguarda i els van derrotar.(1)

### Relacions amb l'Imperi franc

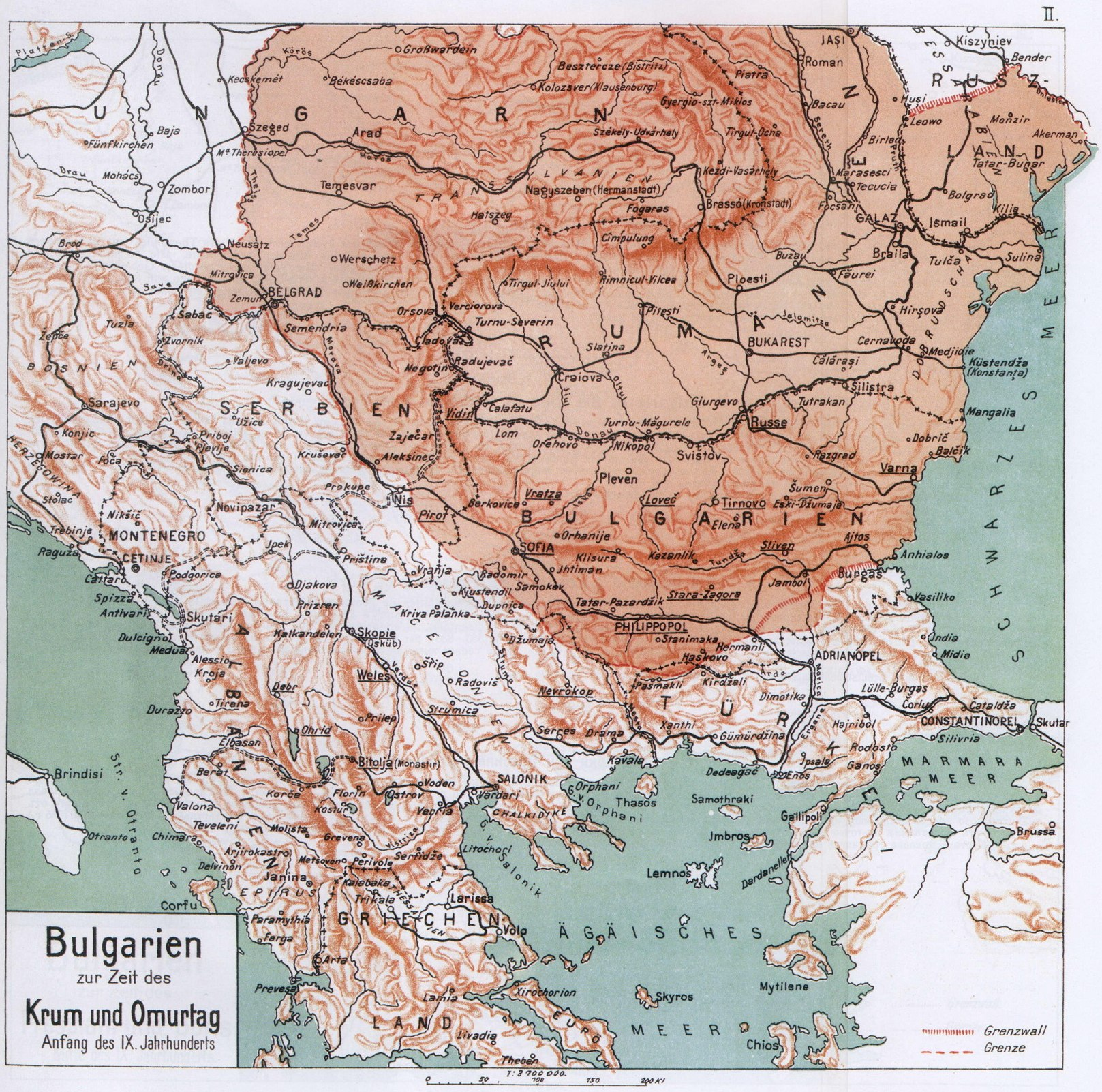
Territori del Primer Imperi búlgar,

El 818 les tribus eslaves de Timočani, Abodrites i Braničevci (que habitaven les terres al llarg del Danubi mitjà, als antics dominis àvars) es rebel·laren contra la cada vegada més centralitzada sobirania búlgara a l'oest i cercaren el suport de l'emperador franc Lluís el Pietós. Entre 824 i 826 Omurtag es va acostar a la cort franca per tal de buscar una solució diplomàtica al problema. En fracassar les gestions per guanyar la cooperació franca, Omurtag emet un ultimàtum el 826 i el 827 envia una flota al llarg del Danubi i el Drava, que restableix el control búlgar al sud-est de Pannònia. Els francs foren derrotats en diversos combats menors. Després del curt conflicte, les relacions entre els dos estats milloren i Omurtag reemplaçà els caps eslaus locals amb els seus lloctinents. Alguns fets semblants es repeteixen l'any 829 amb el mateix resultat. Aquests esdeveniments foren descrits en una inscripció commemorativa del zera-tarjan Onegavon que va aparéixer al riu Tisza. La victòria búlgara es degué en gran manera al fet que els francs no tenien reclamacions sobre territoris búlgars. A més, hi havia una gran zona coixí entre el Danubi i el Tisza, que separava els dos estats. Els problemes en aquest cas foren els intents d'algunes tribus eslaves per guanyar més autonomia, perquè estaven en desacord amb la política centralista búlgara i la incorporació dels eslaus.

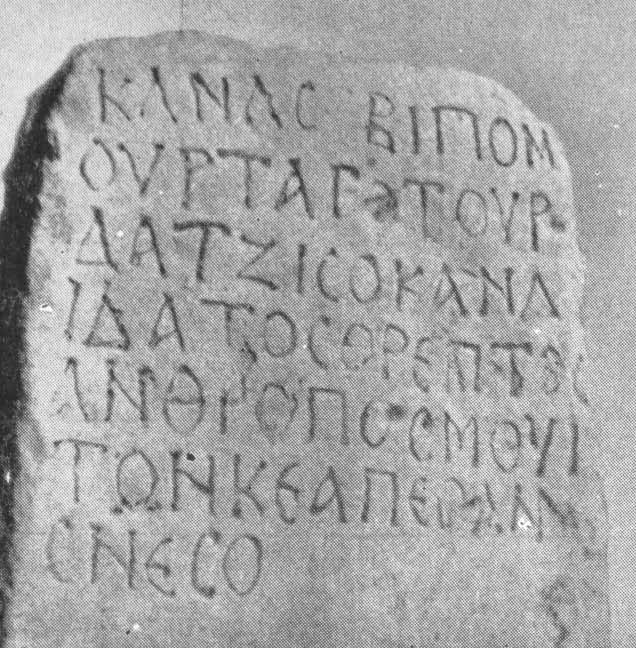
Inscripció de Kanas (Kniaz) Omurtag

Una altra inscripció commemorativa, del kopan Okorsis, que es va trobar al Dnièper, testimonia activitats militars a la frontera nord-est que daten del 824. No és segur, però, que els búlgars lluitassen. En general s'està d'acord que ho van fer els magiars, però l'opinió del professor Ivan Bozhilov que la guerra era contra els khàzars ha esdevingut la més popular. Tot i que no hi ha evidències directes dels resultats de la guerra, es pot suposar que acabà amb una victòria búlgara a causa de les ràpides i enèrgiques mesures de precaució preses per Omurtag.(1)

## Política interna
La llarga pau afavorí una activa política interna en favor d'una major consolidació de la nació búlgara, la formació i eliminació de moltes amenaces a l'estabilitat interna i la urbanització intensiva.

### Administració

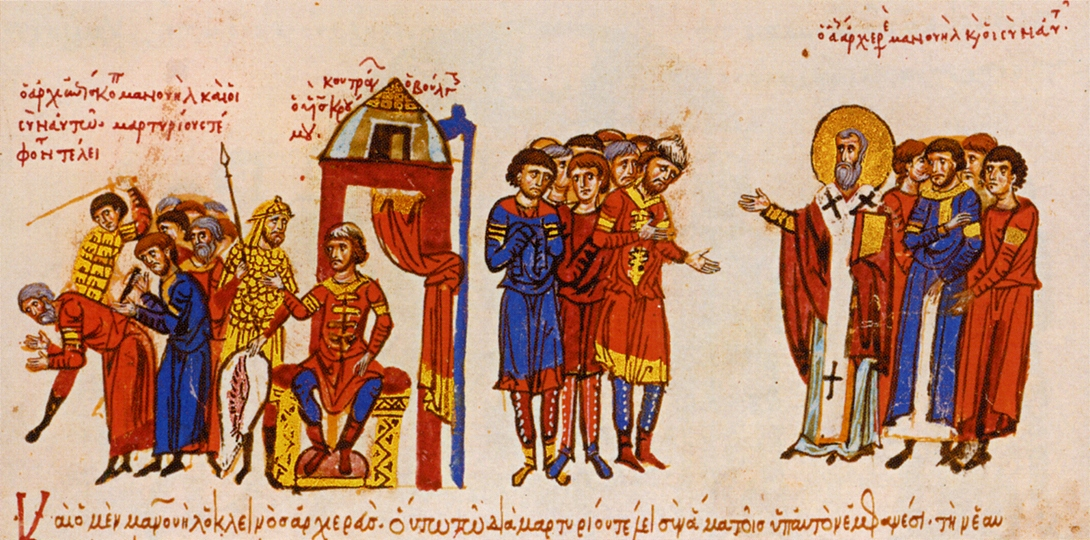
Omurtag ordena l'assassinat de cristians

Després dels fracassats intents de diversos caps eslaus de separar-se de Bulgària, Omurtag decideix eliminar l'autonomia de les tribus eslaves del país. Va fer una reforma administrativa que divideix l'estat en grans províncies anomenades Komitato (en singular Komita) els governadors de les quals eren nomenats directament pel Knyazasubigi i tenien tanta autoritat militar com civil. El Komitato es dividia en petites regions anomenades Župis (en singular Župa). L'àrea al voltant de la capital tenia un estatus especial. L'exèrcit s'unificà; ja no separava la infanteria eslava i de la cavalleria búlgara. Com a resultat de les reformes, Bulgària es va centralitzar encara més.(1)

Soldats búlgars massacren cristians, del Menologium de Basili II, segle X

Al s. XVII els búlgars del Volga compongueren el Ja'far Tarikh (l'autenticitat del qual està en disputa), que representa Amurtag o Yomyrčak (és a dir, Omurtag) com a fill de Korym (és a dir, Krum).

## Commemoració
L'Omurtag Pass a l'Illa Livingston, a les Illes Shetland del Sud, a l'Antàrtida, rep el nom d'Omurtag de Bulgària.
| Predecessor: Krum | Kniaz de Bulgària 814-831 | Successor: Malamir |